# Црква Ваведење Пресвете Богородице у Белом Пољу
Црква Ваведење Пресвете Богородице се налазила у селу Белом Пољу, на територији општине Пећ, на Косову и Метохији.

## Положај и историјат
Црква у Белом Пољу била је посвећена Ваведењу Пресвете Богородице и била је лоцирана у подножју планинског венца Плеш-Копривник, на десној страни речице Каменице-Сушице, јужно од града Пећи. Једини податак који временски одређује подизање првобитне цркве у 14. век је помињање села у коме се црква налази, у Повељи Стефана Дечанског из 1327. године као и надгробна мермерна плоча са уклесаним натписом из 14. века накнадно уграђена у под цркве.
Старија црква је порушена у неком од периода турске окупације ових простора, а новија, садашња, подиже се по жељи и уз материјалну помоћ руске царице Марије Александровне у времену 1866-1868. године. Њена изградња је потпомогнута и трудом дечанског архимандрита Кирила Андрејевића, житеља из места и еснафских удружења из Пећи и Скадра.
У цркви се налазила и збирка од 30 икона, непроучених и необјављених, са натписима на српскословенском и грчком језику, а има и натписа на арабици и турском језику. Посебно значајну групу чини збирка од 6 икона насталих у периоду од 17. до 19. века као важан прилог за упознавање рада пећко-дечанске иконописачке школе познијег периода.

## Основ за упис у регистар споменика културе
Решење Покрајинског завода за заштиту споменика културе у Приштини, бр. 954 од 31. децембра 1964. године Закон о заштити споменика културе (Сл. гласник СРС бр. 51/59).

## Разарање манастира 1999. године
Црква и село су 1999. године спаљени, прозори полупани, намештај, иконостас и црквене сасуде поломљени, оштећена улазна врата на обе стране. Овом приликом највећа оштећења је претрпео живопис, сада прекривен дебелим слојем чађи и гарежи као и иконостас коме недостаје крст, 13 икона из трећег реда и парапетне плоче из првог реда.

## Мартовски погром 2004.
Црква је делимично обновљена крајем 2003. године да би марта 2004. године и црква и село поново били спаљени.